# Baring Plantation
Baring Plantation est une municipalité américaine située dans le comté de Washington dans l'État du Maine. La municipalité, qui compte 201 habitants en 2020, a le statut de plantation.

## Géographie
Baring Plantation est située sur le fleuve Sainte-Croix. Elle se trouve à la frontière avec le Canada.
| Baileyville | Saint-Stephen (Canada) | Calais            |
| Baileyville | Baring Plantation      | Calais Robbinston |
| Alexander   | Meddybemps             | Charlotte         |

## Histoire
En 1792, William Bingham acquiert environ 8 000 m2 de terres dans l'actuel Maine. Quelques années plus tard, il reçoit l'aide du banquier londonien Alexander Baring, qui visite la région en 1795, pour payer ces dettes. Comme le village voisin d'Alexander, la plantation est nommée en son honneur.
Baring devient une municipalité en 1825. En 1841, une partie de son territoire forme la municipalité de Meddybemps.
Baring Plantation voit l'arrivée du chemin de fer en 1881, avec le St. Croix & Penobscot Railroad qui permet d'exporter le bois local vers l'Océan Atlantique.